# Джироламо дель Паккья

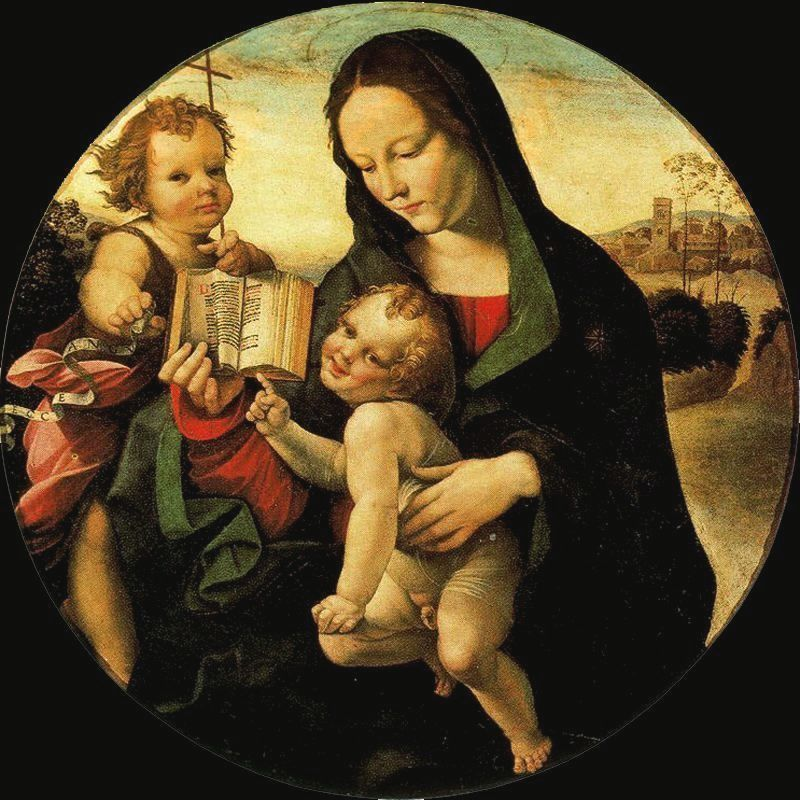
Джироламо дель Паккья. Мадонна с младенцем и маленьким Иоанном Крестителем. ок. 1515 г. Флоренция, Галерея Академии.

Джироламо дель Паккья (итал. Girolamo del Pacchia; 1477 — после 1535) — итальянский художник, сиенская школа.
Несмотря на то, что еще Джорджо Вазари упоминал Джироламо дель Паккья в своих «Жизнеописаниях наиболее выдающихся художников», творчество этого мастера стало интенсивно изучаться сравнительно недавно. Дело в том, что его произведения ранее приписывались Перуджино, затем кому-то из его учеников или подражателей, затем художнику «Паккьяротто, который работал в Фонтенбло». В результате исследований художественное наследие этого «Паккьяротто» было разделено на две части: одна ныне приписывается Джакомо Паккьяротти, другая Джироламо дель Паккья. Судя по всему Джироламо дель Паккья вольно или невольно, но сам запутал ситуацию, взяв себе имя Паккьяротти — «Паккья».
Джироламо родился в семье венгерского литейщика оружия, известного как Джованни делле Бомбарде, женившегося на девушке по имени Аполлония, которая 4 января 1477 года родила ему сына — будущего художника. Отец через год умер, и мать в одиночку растила Джироламо. Искусству живописи он обучился, по всей вероятности, у Джакомо Паккьяротти, который был старше Джироламо всего на три года, и у которого он взял свой псевдоним. В 1502 году он совместно с Паккьяротти работал в бригаде Пинтуриккьо, которая занималась росписями потолка в сиенской библиотеке Пикколомини. Искусство Джироламо очень эклектично, в разные периоды он перенимал у других художников какие-либо художественные приемы, и если к 1510 году в его творчестве можно видеть склонное к классицизму влияние Перуджино, то с середины 1510-х годов его творчество становится близким к маньеризму. Около 1514 года он пишет диптих «Благовещение» для колледжата Сан Лоренцо в Сартеано. Приблизительно 1515 годом датируется тондо «Мадонна с младенцем и маленьким Иоанном Крестителем», хранящееся сегодня в Галерее Академии, Флоренция. В 1518 году Джироламо дель Паккья под руководством Доменико Беккафуми пишет фреску в сиенской церкви Санта Катерина, на которой он изобразил визит св. Екатерины к св. Агнессе из Монтепульчано.

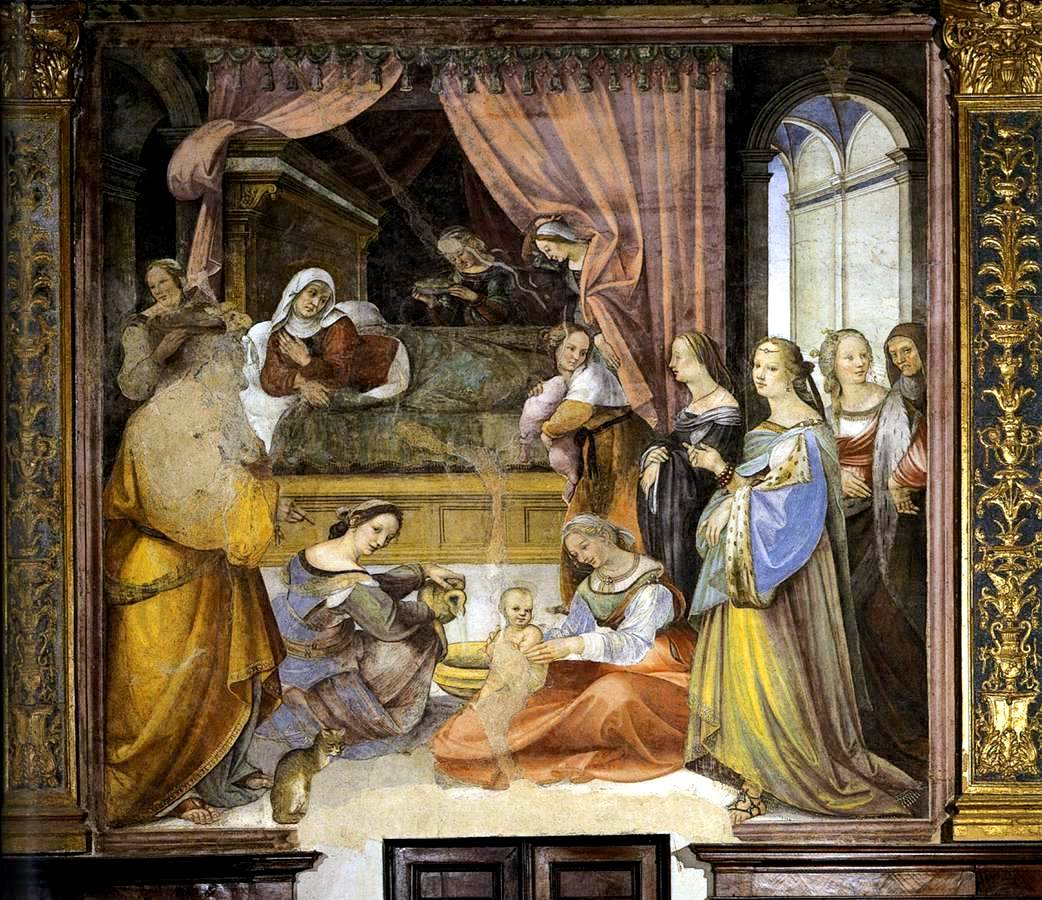
Джироламо дель Паккья. Рождество Марии. фреска. 1518 г. Сиена, ораторио Сан Бернардино.

По-видимому, это был период наиболее плодотворного сотрудничества Джироламо с Доменико Беккафуми, поскольку в это же время, в 1518 году он пишет своё самое известное произведение — фреску «Рождество Марии» в ораторио Сан Бернардино в Сиене, в помещении, где собирались монахи для молебна. Это произведение практически не имеет никаких связей с вековой сиенской традицией изображения этого сюжета. Сцена решена в бытовом, лишенном всякой мистики, стиле; на ней изображены обычные роды в богатом сиенском доме, где присутствуют служанки, повитухи, и даже кошка. Однако, живописные достоинства фрески не вызывают сомнений. В ней Джироламо демонстрирует гораздо более богатую технику владения материалом, чем в простоватых ранних работах. Вероятно, в этот период он создает и фреску «Вознесение» в сиенской церкви Сан Николо аль Кармине, в которой кроме него работали Беккафуми («Св. Михаил»), и Содома («Рождество Марии»). К этому же 1518 году относят две картины Джироламо, которые сегодня хранятся в сиенской Пинакотеке — «Благовещенье» и «Встреча Марии с Елизаветой». 1520 годом датируются два произведения, созданные для алтаря, которые сегодня находятся в Музео аркеологико, расположенном в ц. Колледжата городка Казоле д’Эльза, это «Мадонна Сострадание» и «Встреча Марии и Елизаветы». Этим же 1520 годом датируется «Похищение сабинянок», находящееся в коллекции Пола Гетти, и представляющее собой панель от кассоне.

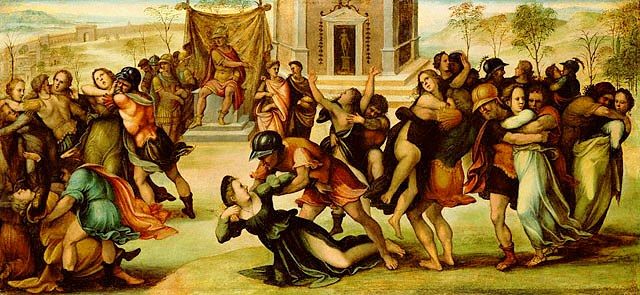
Джироламо дель Паккья. Похищение сабинянок. ок. 1520 г. Собрание Пола Гетти.

Произведения художника хранятся не только в известных государственных и частных собраниях, они есть в церквях небольших местечек, окружающих Сиену. В Синалунге в ц. Колледжата находится известная алтарная картина «Снятие с креста», в ц. Колледжата ди Сант Агата в Асчиано кисти Джироламо приписывается фреска «Мадонна на троне», в ц. Санто Спирито в Рионе находится алтарная картина «Коронование Марии», которую также приписывают Джироламо дель Паккья.
Точная дата смерти художника неизвестна. В 1530х годах, в преклонном возрасте не без участия Паккьяротти он был вовлечен в опасную политическую группировку. После того как она в 1535 году была разогнана, художник вынужден был скрываться, поэтому дальнейшая его судьба неизвестна. Имя Джироламо дель Паккья исчезает из архивных документов после 1534 года.